# Rico Verhoeven
Ricardo (Rico) Verhoeven (Bergen op Zoom, 10 april 1989) is een Nederlands kickbokser en (stem-)acteur.

## Levensloop
Verhoeven begon op vijfjarige leeftijd met het beoefenen van vechtsporten en begon met Kyokushin. Hij werd getraind door zijn vader. Vervolgens stapte hij over naar het kickboksen. Op zestienjarige leeftijd moest hij het al opnemen tegen volwassenen, vanwege zijn grote omvang. Hij trainde voornamelijk in Zevenbergen bij de sportschool Superpro Sportcenter onder Dennis Krauweel.

## Kickboksen
Verhoeven werd in 2004 in het kickboksen actief op professioneel niveau en maakte deel uit van de franchises K-1, It's Showtime en Superkombat. In 2012 maakte hij zijn debuut bij Glory. Hier nam hij deel aan een toernooi met zestien deelnemers en trof als eerst de Rus Sergei Kharitanov, waarvan hij won op punten. In de volgende ronde verloor hij van de uiteindelijke winnaar Semmy Schilt, waarvan Verhoeven zei dat hij zijn lastigste tegenstander was.
Verhoeven vocht in juni 2013 tegen Errol Zimmerman, van wie hij een jaar eerder verloor op knock-out in de eerste ronde. Verhoeven domineerde het gevecht gedurende de drie rondes en won middels een unanieme beslissing. In oktober 2013 nam Verhoeven deel aan het Glory-zwaargewichttoernooi in Chicago, waar hij tegen alle verwachtingen in de winnaar werd na het verslaan van Gökhan Saki in de halve finale en Daniel Ghiță in de finale.
Op 21 december 2013 nam Verhoeven het op tegen zijn voorbeeld Peter Aerts. Hij won het gevecht op basis van een verdeelde jurybeslissing. 

### Glory-kampioenschap
Verhoeven werd op 21 juni 2014 wereldkampioen in het zwaargewicht bij Glory. Hij versloeg die dag Daniel Ghiță op basis van een unanieme jurybeslissing en eigende zich zo de op dat moment vacante titel toe. 
Verhoeven verdedigde zijn kampioenschap voor het eerst in februari 2015 tegen Errol Zimmerman. Verhoeven won het gevecht nadat Zimmerman in de tweede ronde opgaf wegens een knieblessure. Vervolgens verdedigde Verhoeven zijn titel achtereenvolgens tegen Benjamin Adegbuyi (tweemaal), Mladen Brestovac en Anderson Braddock Silva.
Op 10 december 2016 vocht Verhoeven tegen voormalig kickbokskampioen Badr Hari in het Duitse Oberhausen. Het evenement kreeg de naam Glory Collision. Na een pittige eerste ronde, waarin de neus van Verhoeven het moest ontgelden, staakte Hari in de tweede ronde het gevecht vanwege een blessure aan zijn arm.
Op 9 december 2017 verdedigde Verhoeven zijn titel tegen Jamal Ben Saddik tijdens Glory 49. Verhoeven verloor eerder van Ben Saddik in 2011 aan het begin van zijn carrière. Ben Saddik begon sterk aan het gevecht, maar Verhoeven begon over te nemen naarmate het gevecht vorderde en won door middel van een technische knock-out in de vijfde ronde.
In 2018 verdedigde Verhoeven zijn titel opnieuw tegen Mladen Brestovac en tegen de Braziliaan Guto Inocente.
Op 21 december 2019 stond Verhoeven wederom tegenover Badr Hari tijdens Glory Collision 2, ditmaal in de GelreDome. Het stadion was gevuld met ruim dertigduizend toeschouwers. Verhoeven begon het gevecht op een ongebruikelijk agressieve manier en werd in de eerste ronde tegen het canvas geslagen. Hij vond meer succes in de tweede ronde, maar werd in de derde ronde opnieuw neergeslagen door een hoofdtrap van Hari. Het gevecht eindigde in de derde ronde, waarbij Verhoeven won op TKO, nadat Hari zijn enkel brak na een gemiste draaitrap. 
Verhoeven nam deel aan een vier-man zwaargewichttoernooi tijdens Glory 77 op 30 januari 2021, die hij won na het verslaan van Hesdy Gerges en Tarik Khbabez. Op 23 oktober 2021 was er een wedstrijd gepland tussen Verhoeven en Alistair Overeem tijdens Glory Collision 3. Vanwege een blessure moest Overeem afzeggen, waardoor Jamal Ben Saddik inviel en het voor de derde keer opnam tegen Verhoeven. Verhoeven won het gevecht op TKO in de vierde ronde. 
In 2022 vocht Verhoeven op zijn eigen evenement HIT IT voor de vierde keer tegen Hesdy Gerges, die hij wederom versloeg, ditmaal op TKO in de vijfde ronde. Op 4 november 2023 verdedigde Verhoeven zijn titel tegen Tariq Osaro tijdens Glory Collision 5 en won middels een unanieme jurybeslissing.
Op 9 maart 2024 nam Verhoeven deel aan het toernooi Glory Heavyweight Grand Prix in het GelreDome. De wereldtitel van Verhoeven stond hierbij niet op het spel. In de kwartfinale vocht Verhoeven tegen Sofian Laidouni. Verhoeven domineerde dit gevecht en won middels een unanieme jurybeslissing. In de halve finale vocht hij tegen Nabil Khachab, die hij wederom versloeg door middel van een unanieme jurybeslissing. In de finale nam hij het op tegen Levi Rigters. Verhoeven domineerde en scoorde meerdere knock-downs. In de tweede ronde sloeg Rigters onverwachts Verhoeven tegen de mat, die snel weer opstond, maar wel duizelig naar de hoek ging. Snel herpakte Verhoeven zich weer en sloot de wedstrijd winnend af met een TKO. Verhoeven won het toernooi en $500.000 prijzengeld.

## Privé
Verhoeven is verloofd met zijn vriendin. Uit een vorige relatie heeft hij twee dochters en een zoon.

## Film- en televisieoptredens
| Film en televisie als acteur | Film en televisie als acteur | Film en televisie als acteur                              | Film en televisie als acteur                              |
| Jaar                         | Productie                    | Rol                                                       | Opmerkingen                                               |
| ---------------------------- | ---------------------------- | --------------------------------------------------------- | --------------------------------------------------------- |
| 2015                         | Bluf                         | Davey                                                     | Gastrol                                                   |
| 2015                         | Vechtershart                 | Tony Corella                                              | Bijrol                                                    |
| 2017                         | Ferdinand                    | Ferdinand                                                 | Nederlandstalige nasynchronisatie                         |
| 2018                         | Kickboxer: Retaliation       | Moss                                                      | Bijrol, Amerikaanse film                                  |
| 2018                         | De Film van Dylan Haegens    | Diederik-Jan                                              | Gastrol                                                   |
| 2019                         | Trouble                      | Norm                                                      | Nederlandse nasynchronisatie                              |
| 2019                         | The Angry Birds Movie 2      | Hank                                                      | Nederlandse nasynchronisatie                              |
| 2020                         | Undercover                   | Lijfwacht Ferry Bouman                                    | Bijrol                                                    |
| 2021                         | Herrie in Huize Gerri        | Reggi                                                     | Bijrol                                                    |
| 2022                         | Bon Bini Holland 3           | Igor the destroyer                                        | Gastrol                                                   |
| 2022                         | DC League of Super-Pets      | Krypto the Superdog                                       | Nederlandse nasynchronisatie                              |
| 2023                         | Black Lotus                  | Matteo Donner                                             | Hoofdrol                                                  |
| 2023                         | Brugklas                     | Nico Veenboer                                             | Biologiedocent                                            |
| 2024                         | Sinterklaasjournaal          | Meneer Spaargaren                                         | Bijrol                                                    |
| 2025                         | Den of Thieves 2: Pantera    | Vigo                                                      | Bijrol                                                    |
| Televisie als deelnemer      |                              |                                                           |                                                           |
| Jaar                         | Productie                    | Opmerkingen                                               | Opmerkingen                                               |
| 2016                         | Chantal blijft slapen        | Chantal Janzen volgt hem één dag lang                     | Chantal Janzen volgt hem één dag lang                     |
| 2017                         | Alles mag op zondag          | Team Gordon                                               | Team Gordon                                               |
| 2017                         | 24 uur met...                | Hij zit 24 uur opgesloten met interviewer Peter Heerschop | Hij zit 24 uur opgesloten met interviewer Peter Heerschop |
| 2017                         | Johnny Into the Wild         | Reisde met Johnny de Mol naar Brazilië                    | Reisde met Johnny de Mol naar Brazilië                    |
| 2017                         | Celebrity City Trip          | Vormde een reiskoppel met Dennis Weening                  | Vormde een reiskoppel met Dennis Weening                  |
| 2018                         | Mindf*ck                     | Gorillapoppen neerslaan                                   | Gorillapoppen neerslaan                                   |
| 2018                         | Het Jachtseizoen             | Ontsnapt van StukTV                                       | Ontsnapt van StukTV                                       |
| 2019                         | Makkelijk Scoren             | Huisdichter                                               | Huisdichter                                               |
| 2022                         | RICO: Dream Big              | Documentaire                                              | Documentaire                                              |
| 2022                         | De kluis                     |                                                           |                                                           |
| 2025                         | De Klassenavond              | Hoofdgast                                                 | Hoofdgast                                                 |

## Trivia
- Verhoeven werd door zijn moeder vernoemd naar Ricardo 'Rico' Tubbs, een personage uit de televisieserie Miami Vice. Hij stond tot en met februari 2006 op flyers van vechtsportgala's vernoemd als 'Ricardo'. Twee maanden later volgde zijn eerste vermelding als Rico.
- In 2017 verscheen zijn biografie Rico, geschreven door Leon Verdonschot.
- In juni 2019 won Verhoeven een The Best Social Award in de categorie Beste sporter.[7]
- Naast zijn eigen deelname aan Het Jachtseizoen in 2017 maakte hij twee keer een comeback in de serie. In 2019 hielp hij Hardwell en in 2020 Jandino Asporaat met hun vluchtpoging.
- In 2022 verscheen de vierdelige docuserie RICO: Dream Big waarin Verhoeven wordt gevolgd in aanloop naar zijn gevecht tegen Badr Hari en zijn pogingen om door te breken in Hollywood.